# Jeriquara (ort)
Jeriquara är en ort i Brasilien.   Den ligger i kommunen Jeriquara och delstaten São Paulo, i den sydöstra delen av landet, 500 km söder om huvudstaden Brasília. Jeriquara ligger 870 meter över havet och antalet invånare är 3 168.
Terrängen runt Jeriquara är huvudsakligen platt, men åt sydväst är den kuperad. Närmaste större samhälle är Pedregulho, 13,2 km nordost om Jeriquara.
Omgivningarna runt Jeriquara är en mosaik av jordbruksmark och naturlig växtlighet. Runt Jeriquara är det ganska glesbefolkat, med 22 invånare per kvadratkilometer.